# 일해공원
일해공원(日海公園)은 대한민국 경상남도 합천군 합천읍 문화로 34에 소재한 공원이다. 2004년 8월 준공되어 완공, 잠정 명칭으로 새천년 생명의 숲이라는 이름으로 개원한 뒤 2007년 1월 29일부터 일해공원이라는 명칭을 확정, 사용하고 있다.
일해공원은 경상남도 도비 20억원을 포함, 총 68억원이 건립에 투입되었으며, 경상남도 합천군 합천읍 황강 주변 5만 3724m2 부지에 준공된 공원으로, 산책로, 3·1운동기념탑, 야외공연장, 체육시설 등이 부속시설로 딸려 있다.

## 유래
일해(日海)는 전두환의 아호로 대통령 임기 때도 일해재단을 통해서 일해라는 명칭을 사용해왔으며 합천군이 전두환의 업적을 기리고 대외적으로 합천을 알리려는 뜻에서 전두환의 아호인 일해를 본따 일해공원으로 명명하였다. 그러나 일해라는 명칭이 전두환의 독재시대를 연상하게 한다는 논란이 있으며 특히 광주광역시 및 5·18 광주 민주화 운동 유족 및 단체들이 전두환의 아호를 본따 공원 이름을 명명하게 된 것에 대하여 반발하고 있다. 이에 경남지역 시민단체들도 일해라는 명칭이 전두환의 독재흔적을 연상하게 하는 명칭이라며 합천군에 공원 이름 변경을 요구하였지만 합천군은 이에 대해서 별다른 반응을 보이지 않고 있다.

## 설립 초기
공원의 명칭인 일해가 전두환 전 대한민국 대통령의 아호를 땄다는 데에서 논란이 있었다. 2007년 3월 1일, 새천년생명의숲지키기 합천군민운동본부와 전두환(일해)공원반대경남대책위 소속 회원 등은 일해공원에서 '3·1독립운동기념행사및 위령제'를 개최하였다. 3월 6일, 오후 1시 10분경 민주노동당은 논평을 내고 일해공원 설립 과정에 대한 진상조사단의 구성을 주장, 요구하기도 했다.

### 논란
2007년 이전부터 일해공원 추진안이 나왔으며, 시민단체와 민주노동당, 열린우리당 등의 진보정당 관계자, 5.18 관련 단체 회원 등 100여명은 2007년 1월 18일, 서울 연희동 전두환 전대통령 자택 앞에서 규탄대회를 열기로 했다. 1월 19일 한국사회당도 논평을 발표하여 일해공원을 반대하며 5공 추종세력의 행동이라는 비판성명을 발표하고 일해공원 설립을 규탄하기도 했다.
1월 29일, 5.18 단체를 비롯한 광주시민단체협의회 등 광주·전남 100여개 시민단체들은 '전두환 공원 반대 광주·전남대책위원회'를 구성하고, 당일 언론에 성명서를 발표, '경상남도, 합천군은 '일해공원'의 명칭을 즉각 철회하라'고 주장하였다.
1월 31일, 5월 단체와 광주·전남의 각종 시민·사회단체 등으로 구성된 '전두환(일해) 공원 반대 광주전남대책위원회'를 구성, 이날 오후 5.18기념재단 건물에 모여 기자회견을 갖고 합천군의 전두환 공원 추진을 강하게 비판하였다.
2007년 5월 18일, 일해공원반대 경상남도 대책위원회와 새 천 년 생명의 숲 지키기 합천군민운동본부는 이날 경남도청 프레스센터에서 기자회견을 열어 20일 광주광역시 금남로에서 전 전남도청까지5.18 정신계승과 일해공원 철회를 위한 삼보일배 행진을 벌일 것이다고 밝히기도 했다. 이들은 같은 날 일해공원 규탄 성명서를 발표하기도 했다. 7월 12일, 결국 공식적으로 '일해공원' 간판이 등장했다.
2007년 2월 7일, 광주 동구의회는 일해공원 설립에 반대하며 '합천군의 공원명칭 변경에 큰 실망과 함께 분노를 금치 못하며, 12만 구민과 동구의회 전체 의원의 이름으로 합천군수의 정중한 사과를 요구한다'는 내용의 규탄성명서를 발표하였다.
3월 7일, 목포시의회는 임시본회의를 개최하고 일해공원 규탄 성명을 7일 채택했다. 목포시의회는 임시회 본회의에서 '일해공원은 5.18희생자들을 또다시 희생시키고 광주와 전남의 시·도민들을 우롱하고 무시한 행태이며 광주.전남 시도의회와 광주 동구의회, 5.18재단, 합천군민과 경남도민을 물론 시민단체와 정당 등의 반대에도 불구하고 일해공원을 추진하려는 내막을 분명히 밝혀야 할 것'이라는 규탄 성명서를 채택, '국민의 정서를 감안하고 대국민 화합과 동서간 화합의 장을 지속하기 위해서는 일해공원 명칭을 반드시 철회해야 한다'고 발표하였다.

### 영화 화려한 휴가 관련
2007년 8월, 이 곳에서 영화 화려한 휴가 상영을 놓고 시민단체와 전사모(전두환 전 대통령을 사랑하는 모임) 간의 물리적 충돌이 발생하기도 했다.
8월 13일, 경남 지역 진보단체는 일해공원 안내판을 철거하고 단체들이 준비해온 '새천년 생명의 숲'이라는 안내판을 새로 붙이기도 했다. 그러나 일해공원 안내판은 뒤에 복구되었다.
8월 19일, 전사모는 경남 합천경찰서에 집회개최 예정을 보고하고 언론에 발표하였다. 8월 20일부터 9월 18일까지 일해공원 내 3·1독립운동기념탑 앞에서 릴레이형식으로 현수막을 설치하고 침묵시위를 벌이겠다고 고지하였다. 또한 '무뢰배 같은 소수단체의 불법적인 언행 및 행동들을 침묵으로 일관해 왔지만 더 이상 용납할 수 없을 지경까지 이르러 궐기하게 됐다'며 시위 이유를 밝히기도 했다. 19일 합천군 합천읍 황강변 일해공원에서 '새천년 생명의 숲 지키기 합천군민운동본부' 규탄 행사를 열었고, 진보진영 시민단체들의 일해공원내 영화 화려한 휴가 상영에 반대하여 1인시위를 벌이기도 했다.
2007년 8월 23일, 일해공원에서 영화 화려한 휴가를 상영하는 시민단체들과 갈등이 발생했다. 당일 19시 20분 일해공원 건립에 반대하는 일해공원 반대 경남대책위 등 시민단체들은 일해공원이 소지해 있는 합천군 황강 강변에 야외상영장을 설치한 뒤 영화  화려한 휴가의 상영을 강행하였다. 이 과정에서 시민단체들은 공원 입구에 일해공원이라는 명칭 대신 '새천년 생명의 숲'이라 적은 안내판을 세웠는데 전사모가 여기에 반발하기도 했다. 이 과정에서 전사모와 시민단체간 물리적 충돌이 발생하기도 했다. 안내판이 설치되자 전사모 회원 등 10여명은 철거를 시도했고 이를 저지하는 일해공원 반대 대책위측과 밀고 당기는 등의 몸싸움이 벌어지기도 했다. 일부 시민들도 전사모와는 별도로 화려한 휴가 상영에 반발을 하기도 했다.
일해공원 반대 대책위가 일해공원내에서 영화 화려한 휴가의 상영을 결정, 이를 강행하자 일부 전사모 회원들은 공원입구 도로에서 침묵시위를 벌이기도 했다. 또한 전사모의 회원들은 '일해공원 지킴이'라고 인쇄된 티셔츠를 입고 마스크를 착용하여 일해공원 반대 경남대책위 등에 대응하기도 했다.
23일 8시경 전사모는 새로운 현판을 세우려 하는 반대대책위와 갈등을 벌이기도 했다.

## 같이 보기
- 합천군
- 전두환